# Natrijum sulfat
Natrijum sulfat je so natrijuma i sumporne kiseline. U anhidratnoj formi, je beli kristalni prah sa hemijskom formulom , dok je kao dekahidrat poznat kao Glauberova so ili lat. sal mirabilis (čudesna so) sa formulom . Sa godišnjom proizvodnjom od 6 miliona tona je jedna od najvažnijih trgovačkih hemikalija.
Natrijum sulfat se najviše koristi u proizvodnji deterdženata, u Kraftovom procesu proizvodnje papira. Oko dve trećine svetske proizvodnje se dobija iz mirabilita, prirodnog minerala u formi dekahidrata, te ostataka iz proizvodnje nekih hemijskih sirovina poput hlorovodonične kiseline.

## Istorija
Hidrat natrijum sulfata je poznat i kao Glauberova so, koja je dobila ime po njemačko-holandskom farmakologu Johann Rudolf Glauberu (1604—1670), koji ju se otkrio u izvorima u Mađarskoj. On lično ju je nazvao lat. sal mirabilis čudesna so, zbog njenih medicinskih svojstava. Kristali se generalno koriste kao laksativ, dok nije otkrivena njena današnja primjena početkom 20. veka.
U 18. veku Glauberova so se počela upotrebljavati kao sirovina u industrijskoj proizvodnji sode (natrijum karbonat), putem reakcije sa kalijum karbonatom. Pošto su se povećale potrebe za sodom, povećana je i potražnja za natrijum sulfatom. Do tada, Leblancov proces, kojim se natrijum sulfat dobijao kao intermedijarni proizvod je bio glavni metod u proizvodnji sode.

## Hemijske osobine
Natrijum sulfat je tipično jonsko jedinjenje. Postojanje slobodnih sulfata u rastvoru dokazuje se lakim formiranjem nerastvorljivih sulfata kada se takvi rastvori tretiraju solima koje sadrže jone barijuma Ba2+ ili olova Pb2+:
{\displaystyle {\ce {Na2SO4 + BaCl2 -> 2 NaCl + BaSO4}}}
Natrijum sulfat je nereaktivan prema većini oksidujućih ili redukujućih agenasa. Na visokim temperaturama, može se pretvoriti u natrijum sulfid redukcijom sa ugljenikom (zagrevanje sa ugljem na visokoj temperaturi):
{\displaystyle {\ce {Na2SO4 + 2C -> Na2S + 2 CO2}}}
Ova reakcija se koristila kao jedan od koraka za industrijsko dobijanje natrijum karbonata Leblankovim procesom, koji je kasnije zamenjen savremenijim Solvejevim postupkom.
Natrijum sulfat reaguje sa sumpornom kiselinom da bi se dobio natrijum hidrogen karbonat (natrijum bisulfat):
{\displaystyle {\ce {Na2SO4 + H2SO4 <=> 2 NaHSO4}}}
Natrijum sulfat pokazuje umerenu sklonost da formira kompleksne soli. Jedine koje formira sa trovalentnim metalima  (nestabilan iznad 39 °C) i , za razliku od kalijum sulfata i amonijum sulfata koji formiraju dosta stabilnih kompleksnih soli. Kompleksne soli sa sulfatima nekih drugih alkalnih metala, kao što je  mogu se naći i u prirodi u mineralu aftitalitu npr. formiranje kristala u reakciji natrijum sulfata sa kalijum hloridom koristi se kao osnova za proizvodnju kalijum sulfata, tj. veštačkog đubriva. Druge kompleksne soli koje natrijum sulfat gradi su 3Na2SO4·CaSO4, 3Na2SO4·MgSO4 i NaF·Na2SO4.

## Fizičke osobine
Natrijum sulfat je veoma rastvorljiv u vodi. Njegova rastvorljivost se povećava čak i do deset puta na temperaturama od 0 °C do 32,384 °C, gde postiže maksimalnu vrednost od 49,7 g/100 ml. Iz vodenog rastvora na temperaturama do 32,384 °C kristalizuje kao dekahidrat , u obliku bezbojnih monokliničnih kristala. Na ovoj temperaturi kriva rastvorljivosti se menja, tj. rastvorljivost ostaje skoro potpuno ista bez obzira na povećanje temperature. Na toj temperaturi nastali dekahidrat —  (Glauberova so) rastvara se u svojoj sopstvenoj kristalnoj vodi, zbog čega se ova temperatura od 32,384 °C koristi kao referentna vrednost za kalibraciju termometara.

## Struktura
Kristali dekahidrata se sastoje od jona [Na(OH2)6]+ oktaedarske molekularne geometrije. Ovi oktaedri dele ivice tako da je 8 od 10 molekula vode vezano za natrijum, a 2 druga su intersticijalna, jer su vezana vodonikom za sulfat. Ovi katjoni su povezani sa sulfatnim anjonima vodoničnim vezama. Udaljenosti Na–O su oko 240 pm. Kristalni natrijum sulfat dekahidrat je takođe neobičan među hidratisanim solima jer ima merljivu rezidualnu entropiju (entropiju na apsolutnoj nuli) od 6,32 J/(K·mol). Ovo se pripisuje njegovoj sposobnosti da distribuira vodu mnogo brže u poređenju sa većinom hidrata.

## Proizvodnja
Svetska proizvodnja natrijum sulfata, skoro isključivo u obliku dekahidrata, iznosi približno 5,5 do 6 miliona tona godišnje (Mt/a). Godine 1985. proizvodnja je iznosila 4,5 Mt/a, polovina iz prirodnih izvora, a polovina iz hemijske proizvodnje. Posle 2000. godine, na stabilnom nivou do 2006. godine, prirodna proizvodnja je porasla na 4 Mt/god, a hemijska proizvodnja je smanjena na 1,5 do 2 Mt/a, sa ukupno 5,5 do 6 Mt/god. Za sve primene, prirodno proizvedeni i hemijski proizvedeni natrijum sulfat su praktično zamenljivi.

### Prirodni izvori
Dve trećine svetske proizvodnje dekahidrata (Glauberove soli) potiče od prirodnog mineralnog oblika mirabilita, koji se na primer nalazi u koritima jezera u južnom Saskačevanu. Godine 1990. Meksiko i Španija su bili glavni svetski proizvođači prirodnog natrijum sulfata (svaka zemlja sa oko 500.000 tona), a Rusija, Sjedinjene Države i Kanada po oko 350.000 tona. Prirodni resursi se procenjuju na preko milijardu tona.
Glavni proizvođači od 200.000 do 1.500.000 tona godišnje u 2006. uključivali su Searles Valley Minerals (Kalifornija, SAD), Airborne Industrial Minerals (Saskačevan, Kanada), Química del Rey (Koavila, Meksiko), Minera de Santa Marta i Criaderos Minerales Y Derivados, takođe poznat kao Grupo Crimidesa (Burgos, Španija), Minera de Santa Marta (Toledo, Španija), Sulquisa (Madrid, Španija), Chengdu Sanlian Tianquan Chemical (Tjenćuen okrug, Sičuan, Kina), Hongze Yinzhu Chemical Group (Hungce okrug, Đangsu, Kina), zh (Šansi, Kina), Sichuan Province Chuanmei Mirabilite (zh, okrug Dongpo, Mejšan, Sečuan, Kina) i Kuchuksulphat JSC (Altajski kraj, Sibir, Rusija).
Anhidrovani natrijum sulfat se javlja u sušnim sredinama kao mineral tenardit. Polako se pretvara u mirabilit na vlažnom vazduhu. Natrijum sulfat se takođe nalazi kao glauberit, mineral kalcijum natrijum sulfata. Oba minerala su manje uobičajena od mirabilita.

### Hemijska industrija
Otprilike jedna trećina svetskog natrijum sulfata proizvodi se kao nusproizvod drugih procesa u hemijskoj industriji. Većina ove proizvodnje je hemijski inherentna primarnom procesu i samo marginalno ekonomična. Naporom industrije, dakle, proizvodnja natrijum sulfata kao nusproizvoda opada.
Najvažnija hemijska proizvodnja natrijum sulfata je tokom proizvodnje hlorovodonične kiseline, bilo iz natrijum hlorida (so) i sumporne kiseline, u Manhajmskom procesu, ili iz sumpor-dioksida u Hargrivsovom procesu. Dobijeni natrijum sulfat iz ovih procesa je poznat kao slani kolač.
James Hargreaves (chemist)
Manhajm: 2 NaCl + H
2SO
4  →  2 HCl + Na
2SO
4
Hargrivs: 4 NaCl + 2 SO
2 + O
2 + 2 H
2O  →  4 HCl + 2 Na
2SO
4
Druge velike proizvodnje natrijum sulfata su procesi u kojima se višak natrijum hidroksida neutrališe sumpornom kiselinom da bi se dobio sulfat (SO2−
4) korišćenjem bakar sulfata (CuSO4) (kako se istorijski primenjivalo u velikoj meri u proizvodnji rajona korišćenjem bakar(II) hidroksida). Ova metoda je takođe redovno primenjena i pogodna laboratorijska priprema.
2 NaOH(aq) + H
2SO
4(aq)  →  Na
2SO
4(aq) + 2 H
2O(l)    ΔH = -112.5 kJ (highly exothermic)
U laboratoriji se takođe može sintetisati reakcijom između natrijum bikarbonata i magnezijum sulfata, taloženjem magnezijum karbonata.
2 NaHCO
3 + MgSO
4  →  Na
2SO
4 + MgCO
3 + CO
2 + H
2O
Međutim, pošto su komercijalni izvori lako dostupni, laboratorijska sinteza se ne praktikuje često. Ranije je natrijum sulfat takođe bio nusproizvod proizvodnje natrijum dihromata, gde se sumporna kiselina dodaje rastvoru natrijum hromata formirajući natrijum dihromat, ili kasnije hromnu kiselinu. Alternativno, natrijum sulfat nastaje u proizvodnji litijum karbonata, helatnih agenasa, resorcinola, askorbinske kiseline, silicijumovih pigmenata, azotne kiseline i fenola.
Natrijum sulfat se obično prečišćava u obliku dekahidrata, pošto anhidrovani oblik ima tendenciju da privuče jedinjenja gvožđa i organska jedinjenja. Anhidrovani oblik se lako proizvodi od hidratisanog oblika blagim zagrevanjem.
Glavni proizvođači nusproizvoda natrijum sulfata od 50–80 Mt/a u 2006. uključuju Elementis Chromium (industrija hroma, Castle Hayne, NC, SAD), Lenzing AG (200 Mt/a, viskozna industrija, Lenzing, Austrija), Addiseo (ranije Rhodia, industrija metionina, Les Roches-Roussillon, Francuska), Elementis (industrija hroma, Stockton-on-Tees, UK), Shikoku Chemicals (Tokušima, Japan) i Visko-R (industrija viskoze, Rusija).

## Primena
Natrijum sulfat primenjuje se u industriji stakla, boja, hartije i tekstila; u medicine se upotrebljava kao blago purgativno sredstvo (za čišćenje).

### Robne industrije
Sa američkim cenama od 30 dolara po toni 1970. godine, do 90 dolara po toni za kvalitni slani kolač i 130 dolara za bolju robu, natrijum sulfat je veoma jeftin materijal. Najveća upotreba je kao punilo u praškastim deterdžentima za kućno pranje veša, koji konzumiraju oko 50% svetske proizvodnje. Ova upotreba jenjava, jer domaći potrošači sve više prelaze na kompaktne ili tečne deterdžente koji ne sadrže natrijum sulfat.

### Izrada papira
Još jedna ranije velika upotreba natrijum sulfata, posebno u SAD i Kanadi, je u Kraftovom procesu za proizvodnju drvne pulpe. Organske materije prisutne u „crnoj tečnosti” iz ovog procesa se sagorevaju da bi proizvele toplotu, potrebnu za redukovanje natrijum sulfata u natrijum sulfid. Međutim, zbog napretka u termičkoj efikasnosti Kraftovog procesa oporavka početkom 1960-ih, postignuta je efikasnija rekuperacija sumpora i potreba za natrijum sulfatom je drastično smanjena. Stoga je upotreba natrijum sulfata u industriji celuloze SAD i Kanade opala sa 1.400.000 tona godišnje 1970. godine na samo približno. 150.000 tona u 2006.

### Staklarstvo
Industrija stakla predstavlja još jednu značajnu oblast primene natrijum sulfata, kao druga najveća primena u Evropi. Natrijum sulfat se koristi kao sredstvo za fino čišćenje, kako bi se uklonili mali mehurići vazduha iz rastopljenog stakla. On topi staklo i sprečava stvaranje šljama od rastapanja stakla tokom rafiniranja. Industrija stakla u Evropi je od 1970. do 2006. trošila stabilnih 110.000 tona godišnje.

### Tekstil
Natrijum sulfat je važan u proizvodnji tekstila, posebno u Japanu, gde je to najveća primena. Natrijum sulfat se dodaje da bi se povećala jonska jačina rastvora i tako pomaže u „izravnavanju“, odnosno smanjenju negativnih električnih naelektrisanja na tekstilnim vlaknima, tako da boje mogu da prodiru ravnomerno (videti teoriju difuznog dvostrukog sloja (DDL) koju je razradio Gouj i Čepmen). Za razliku od alternativnog natrijum hlorida, on ne korodira posude od nerđajućeg čelika koje se koriste za bojenje. Ova aplikacija u Japanu i SAD je 2006. godine potrošila oko 100.000 tona.

### Prehrambena industrija
Natrijum sulfat se koristi kao razblaživač za boje za hranu. Poznat je kao aditiv E broja E514.

### Skladištenje toplote
Visok kapacitet akumulacije toplote u faznoj promeni iz čvrstog u tečno stanje, i povoljna temperatura promene faze od 32 °C (90 °F) čine ovaj materijal posebno pogodnim za skladištenje solarne toplote niskog kvaliteta za kasnije oslobađanje u aplikacijama za grejanje prostora. U nekim primenama materijal se ugrađuje u termalne pločice koje se postavljaju u tavanski prostor, dok se u drugim primenama so ugrađuju u ćelije okružene vodom zagrejanom solarnom energijom. Promena faze omogućava značajno smanjenje mase materijala potrebnog za efikasno skladištenje toplote (toplota fuzije dekahidrata natrijum sulfata je 82 kJ/mol ili 252 kJ/kg), uz dalju prednost konzistencije temperatura sve dok je na raspolaganju dovoljno materijala u odgovarajućoj fazi.
Za primenu u hlađenju, smeša sa uobičajenom solju natrijum hlorida (NaCl) snižava tačku topljenja na 18 °C (64 °F). Toplota fuzije NaCl·Na2SO4·10H2O, zapravo je neznatno povećana na 286 kJ/kg.

### Aplikacije malog obima
U laboratoriji, anhidrovani natrijum sulfat se široko koristi kao inertno sredstvo za sušenje, za uklanjanje tragova vode iz organskih rastvora. Efikasniji je, ali sporije deluje od sličnog sredstva magnezijum sulfata. Efikasan je samo ispod 30 °C (86 °F), ali se može koristiti sa različitim materijalima pošto je hemijski prilično inertan. Natrijum sulfat se dodaje u rastvor sve dok se kristali više ne zgrudnjavaju; dva video klipa (vidi gore) pokazuju kako se kristali zgrudnjavaju kada su još mokri, ali neki kristali slobodno teču kada se uzorak osuši.
Glauberova so, dekahidrat, koristi se kao laksativ. Efikasan je za uklanjanje određenih lekova, kao što je paracetamol (acetaminofen) iz tela; te se može koristiti nakon predoziranja.
Godine 1953, predložen je natrijum sulfat za skladištenje toplote u pasivnim solarnim sistemima grejanja. Ovo koristi prednosti njegovih neobičnih svojstava rastvorljivosti i visoke toplote kristalizacije (78,2 kJ/mol).
Ostale upotrebe natrijum sulfata uključuju odmrzavanje prozora, proizvodnju skroba, kao aditiv u osveživačima tepiha i kao dodatak hrani za stoku.
Najmanje jedna kompanija, Thermaltake, pravi prostirku za hlađenje laptop računara (iXoft notbuk rashlađivač) koristeći dekahidrat natrijum sulfata unutar prošivene plastične podloge. Materijal se polako pretvara u tečnost i cirkuliše, izjednačujući temperaturu laptopa i delujući kao izolacija.

## Bezbednost
Iako se natrijum sulfat generalno smatra netoksičnim, sa njim treba pažljivo rukovati. Prašina može izazvati privremenu astmu ili iritaciju oka; ovaj rizik se može sprečiti korišćenjem zaštite za oči i papirne maske. Transport nije ograničen i ne primenjuje se nikakva oznaka rizika ili bezbednosna oznaka.